# 都営バス渋谷営業所

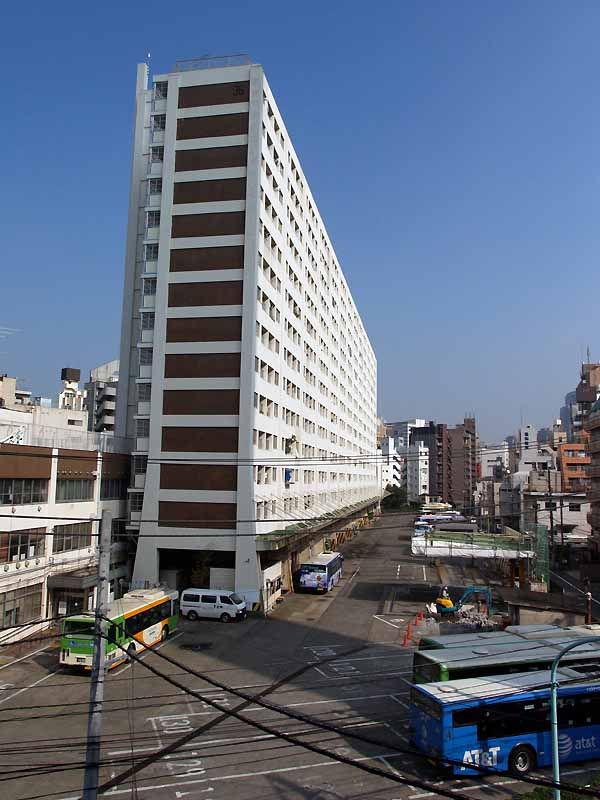
東急東横線（2013年3月までの旧線）から見た渋谷営業所及び東二丁目第2アパート

都営バス渋谷自動車営業所（とえいバスしぶやじどうしゃえいぎょうしょ）は、渋谷区東部・港区の都営バス路線を担当している営業所で、渋谷駅と恵比寿駅のほぼ中間に当たる渋谷区東二丁目に所在する。都道305号（明治通り）と山手線に挟まれた場所に位置し、入口を流れる渋谷川には上智(あげち)橋が架かる。東京都住宅政策本部(旧東京都住宅局)が設置し政策連携団体である東京都住宅供給公社が管理する都営渋谷東二丁目第2アパートが敷地内に同居する(第1APは明治通り反対側に所在する)。東京都交通局の職員住宅である渋谷寮が隣接している。営業所記号はBを用いる。ナンバーは品川である。管轄下に新宿支所を置く。かつては戸山支所を管轄下に置いていたが、1971年（昭和46年）に早稲田に移転のうえ早稲田営業所となった。
最寄り停留所は渋谷車庫前、および東二丁目である。

## 沿革

### 年譜
- 1942年（昭和17年）2月1日：営業所発足。東京横浜電鉄から田87・学03・学06各系統の基礎となる路線を譲り受ける。
- 1947年（昭和22年）6月25日：東京急行電鉄（東急バス）と共同で103系統の運行を開始。
- 1950年（昭和25年）5月6日：東京急行電鉄との共同運行により102・123系統の運行を開始。
- 1967年（昭和42年）12月10日：都電第1次撤去により506系統、東京急行電鉄との共同で138系統の運行を開始。
- 1968年（昭和43年）

3月31日：トロリーバス戸山無軌条電車営業所廃止に伴い、新宿区戸山に渋谷営業所戸山支所を開設。
9月30日：都電第3次撤去により509・510系統の運行を開始。
- 1969年（昭和44年）10月26日：都電第4次撤去により534系統の運行を開始（当初は目黒営業所が担当）。
- 1971年（昭和46年）12月1日：戸山支所を新宿区西早稲田に移転のうえ早稲田営業所として独立・昇格。
- 1974年（昭和49年）8月26日：東84系統を渋谷駅で分割。都営は東京駅 - 渋谷駅間の運行とする。
- 1977年（昭和52年）12月16日：都営バス第2次再建計画による路線再編成で東84・東85系統を廃止。
- 1979年（昭和54年）11月23日：第2次再建計画による追加再編成で茶80・東83系統を廃止。新宿区から撤退。
- 1982年（昭和57年）12月26日：銀86系統を東16系統と統合の上江東営業所に移管、銀16系統とする。
- 1984年（昭和59年）

2月16日：東82系統を渋谷駅で分割。都営は東京駅 - 渋谷駅間の運行となる。目黒区・世田谷区から撤退。
3月31日：橋89系統に都市新バスシステムを導入、都01系統（グリーンシャトル）とする。
- 1999年（平成11年）7月21日：都06系統を目黒営業所との共管とする。
- 2000年（平成12年）12月12日：急行01系統の運行を開始。引き換えに茶81系統と渋88系統の東京駅 - 新橋駅間および麻布台 - 東京タワー間を廃止。中央区・文京区から撤退。新宿営業所を当営業所支所へ降格・編入する。
- 2003年（平成15年）

4月1日：都06系統を全便当営業所の担当とする。
10月10日：RH01系統（渋谷駅 - 六本木ヒルズ）を新設。
- 2004年（平成16年）4月1日：都01系統を新宿支所との共管とする。
- 2007年（平成19年）

4月21日：都01折返系統を新設。都01系統を全便ノンステップバス化する。
10月10日：ハイブリッド車の営業運転開始。同時に第二世代BHDの実証実験を2008年3月31日まで実施する。
- 2008年（平成20年）4月1日：渋88系統を品川営業所へ移管。都06系統を品川営業所との共管とする。
- 2009年（平成21年）4月1日：都01・都06系統の共管をそれぞれ解消。

## 現行路線

### 都01系統（グリーンシャトル）・RH01系統

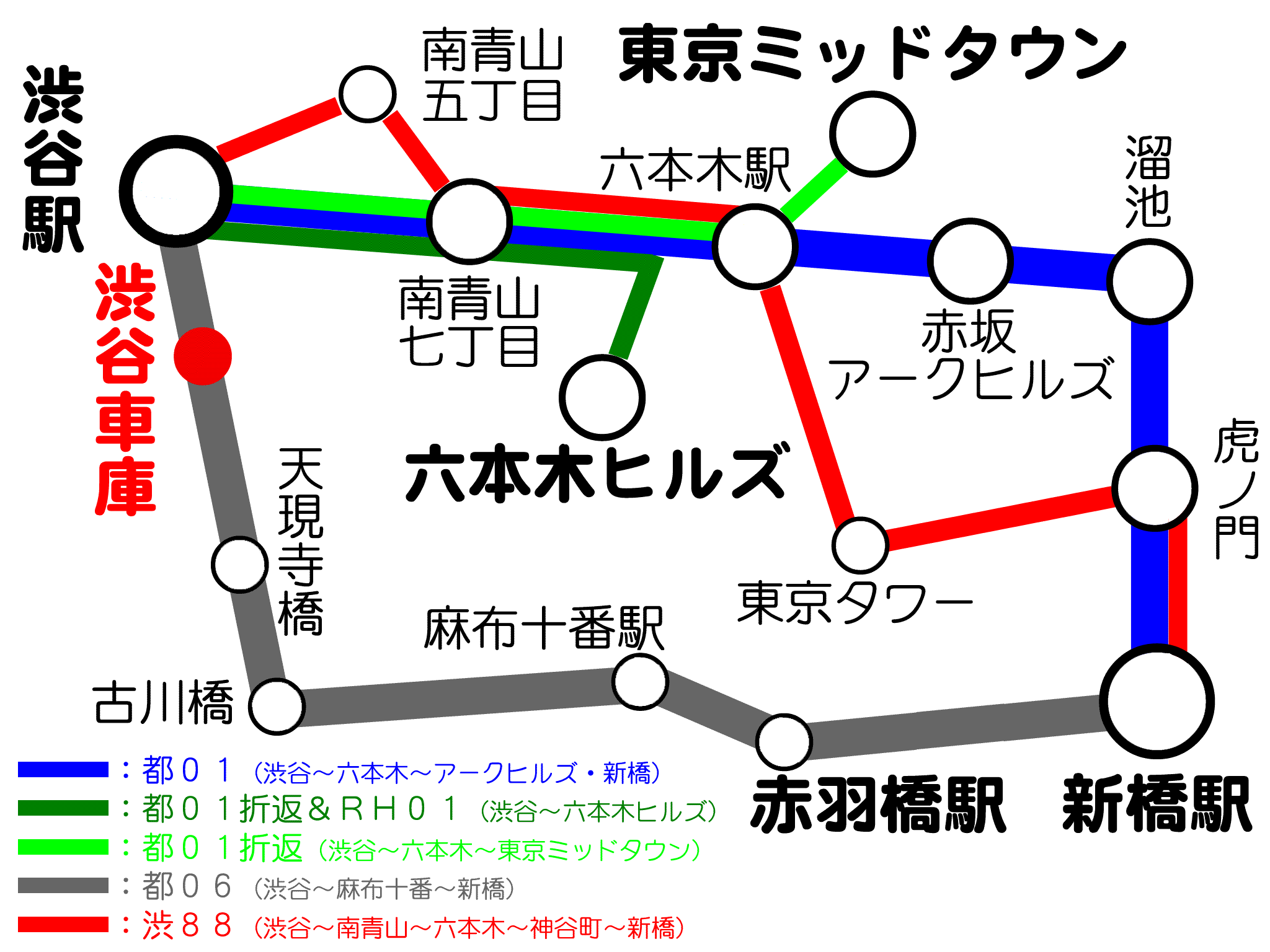
都01・都06・渋88の経路比較

- （都電6→506→橋89→）都01(T01)：渋谷駅 - 南青山七丁目 - 西麻布 - 六本木駅 - 赤坂アークヒルズ - 溜池 - 虎ノ門 - 新橋駅[1]
- 都01折返(T01)：渋谷駅 - 南青山七丁目 - 西麻布 - 六本木駅 - 赤坂アークヒルズ（構内）[1]
  - フルカラー表示色は水色。
- RH01：渋谷駅 - 南青山七丁目 - 西麻布 -（←六本木けやき坂）- 六本木ヒルズ（循環）[1]
  - フルカラー表示色は紫色。
  - 1967年（昭和42年）12月10日：都電6系統の代替路線バス506系統として運転を開始[2]。
  - 1972年（昭和47年）3月7日：新系統番号付与により、橋89系統に番号が変更される[2]。
  - 1977年（昭和52年）12月16日：渋谷と新橋の間で橋89と併走していた東85系統を事実上吸収。
  - 1984年（昭和59年）3月31日：都01系統に番号が変更され、都市新バス化[3]。渋88系統と渋谷駅 - 南青山七丁目間の経路を入れ替える。
  - 1984年6月21日：4月26日から行われた一般公募により、グリーンシャトルの愛称が付けられる[3]。
  - 2000年（平成12年）12月12日：渋谷駅 - 新橋駅間にラピッドバスの急行01系統が同一経路で新設[4]。
  - 2003年（平成15年）4月25日：急行01系統廃止。六本木ヒルズ開業に伴い都01折返系統を新設[5]。
  - 2003年10月10日：都01折返系統と同一経路で急行バスのRH01系統を新設。途中、六本木ヒルズ、六本木けやき坂のみ停車[6]。
  - 2004年（平成16年）4月1日：都01・都01折返系統が新宿支所との共管となる。
  - 2007年（平成19年）4月21日：東京ミッドタウン開業に伴い、都01折返系統の渋谷駅 - 東京ミッドタウン線を新設、同時に全運行をノンステップバスに統一。2007年3月26日 - 4月20日までは渋谷駅 - 六本木駅間の暫定運行を行った。
  - 2009年（平成21年）3月31日：新宿支所との共管を解消する。
  - 2011年（平成23年）3月28日：都01折返系統渋谷駅 - 東京ミッドタウン線を廃止[7]。
  - 2013年（平成25年）12月20日：深夜01系統渋谷駅西口 - 六本木駅間で、金曜深夜のみ終夜運転の試験運用を開始。
  - 2014年（平成26年）11月1日：深夜01系統渋谷駅西口 - 六本木駅間の終夜運転の試験運用を終了。
  - 2017年（平成29年）4月1日：RH01系統を都01折返（渋谷駅〜六本木ヒルズ）と統合の上、各停化。
  - 2019年（令和元年）10月1日：都01系統の漢字部分にアルファベットを併記[8]。

渋谷営業所の最主力であると同時に、都営バス全路線を通じて最も多額の利益を上げる。都市新バス第1号の路線で、「グリーンシャトル」の愛称で呼ばれる。
1967年（昭和42年）12月10日、都電第1次撤去により廃止された6系統の代替として登場。1972年の新系統番号付与により、橋89系統に変更。
代替バスとなってからも、鉄道が不便である地域が多かったため乗客は多く、営業係数も70-90であり、当時の都営バスの中でも好調の路線だった。1984年3月31日に「都市新バス」第1弾として橋89系統が選ばれた。具体的には、車両の低床化・冷暖房装備・豪華なシート・案内装置の改善などの車両側の整備、停留所のシェルターやバスロケーションシステムの導入などの停留所の整備、バスレーン設定などによる定時性の確保である。なおこの時、渋谷駅 - 南青山七丁目のルートを青山通り経由のルートから渋88系統が経由していた六本木通り経由に変更を行った。この結果、旅客数は大きく増加し、都市新バスシステムの効果が証明された。1984年5月には愛称の一般公募で「グリーンシャトル」と名付けられ、同年8月からは行灯つきのヘッドマークを掲げて走行することとなった。
麻布・六本木・赤坂・霞ヶ関・虎ノ門といった都内随一の繁華街・オフィス街を経由し、特に渋谷から六本木にかけては地下鉄がないことから多くの利用者が見られ、本線の途中折返し便が終日に渡って運転される。その後も赤坂アークヒルズなどの大規模都市開発が沿線で行われるようになり、乗客数は増加を続けていった。一部は出入便として渋谷車庫発着便（一部除く出庫便は、東二丁目始発）が運転される。なお、港区赤坂を通る都バスは2000年12月の都営地下鉄大江戸線開業以降、本系統のみとなっている。
その後、地下鉄南北線や大江戸線をはじめとした地下鉄路線網が整備され、交通局の新たなバスサービスの一環として、1988年12月から深夜バスの運行を開始。2000年12月12日からは渋谷駅 - 新橋駅間にラピッドバスの急行01系統の運行を行った。急行01系統は朝夕に運行され、主要停留所のみの停車であったが、2003年4月25日に廃止された。また、同日に六本木地区に再開発で誕生した六本木ヒルズへの路線が設定され、2003年10月10日には、途中一部停留所にしか止まらないRH01系統が新設された。当時のRH01系統は、森ビルが購入したWB5.3m級の専用車（廃車後、全車が長崎県営バスに譲渡）で運行され、原則都01系統での運用なかったが、2017年4月1日の各停化以降は、その縛りがなくなり、同系統は都01系統との組運用となった。
2004年4月1日には、新宿支所との共管となる（新宿支所がはとバスに業務委託される2009年3月31日まで継続）。2007年4月21日、東京ミッドタウン開業に伴いミッドタウン線を新設、同時に全便ノンステップバスに統一した。
深夜01系統は、都01系統の深夜バスとして設定された。新橋駅北口まで、都01系統と同じ経路を通る。
2013年4月、当時の東京都知事・猪瀬直樹が深夜01系統・渋谷駅 - 六本木駅間を対象に、2013年内に終夜運転を行うことを発表し、同年12月20日深夜より、毎週金曜に試験運行されることになった。
しかし平均乗車率が芳しくなかったため、翌2014年10月31日深夜の運行をもって試験運行を終了した。
2017年4月1日、RH01系統が都01折返（渋谷駅〜六本木ヒルズ）と統合の上、各停化した。

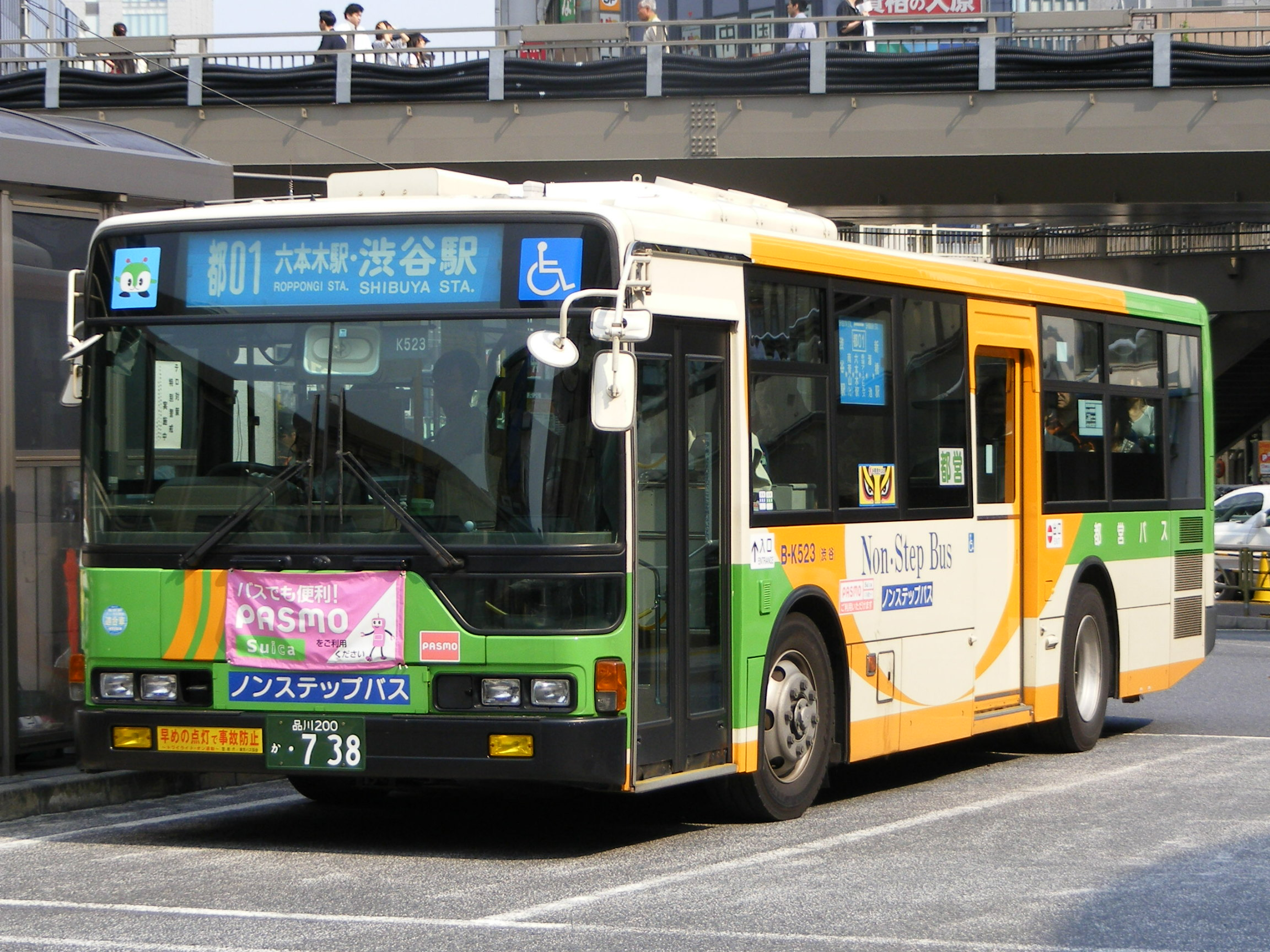
以前のグリーンシャトル専用車両 (B-K523)※廃車済
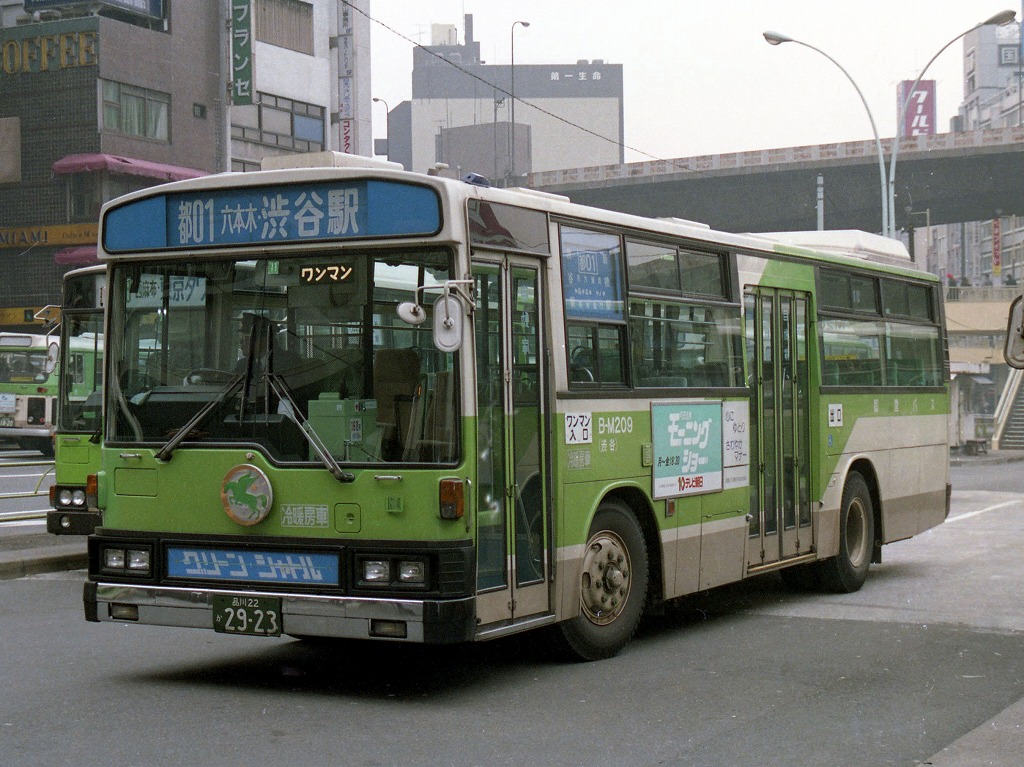
初代専用車両。以前は新呉羽自動車工業製車体であった (B-M208)
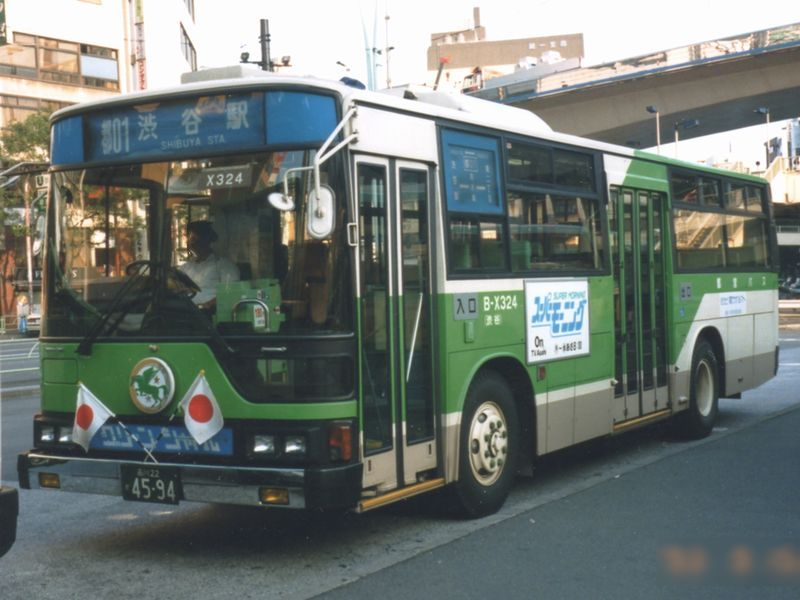
増備車両。エアサス化や前扉のグライドスライド化などの仕様変更が行なわれた (B-X324)
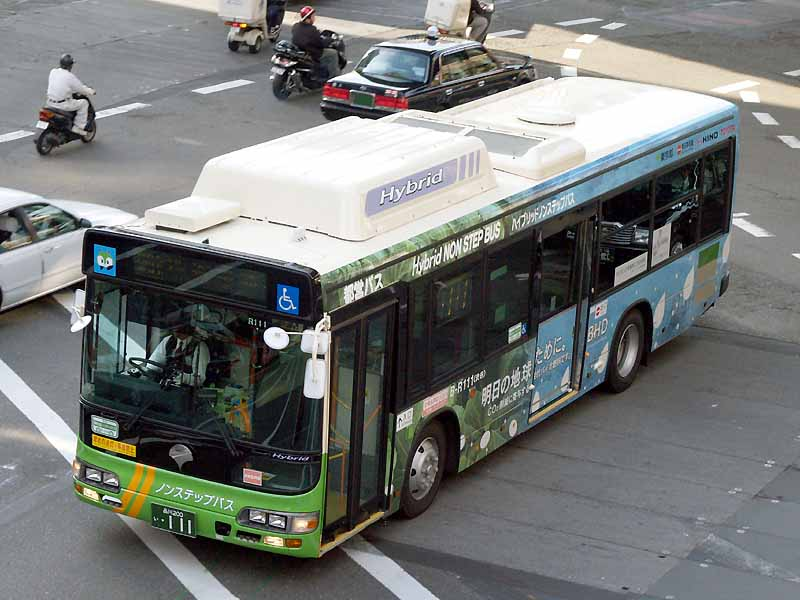
当系統では2007-2008年にBHDの実証運行も実施 (B-R111)
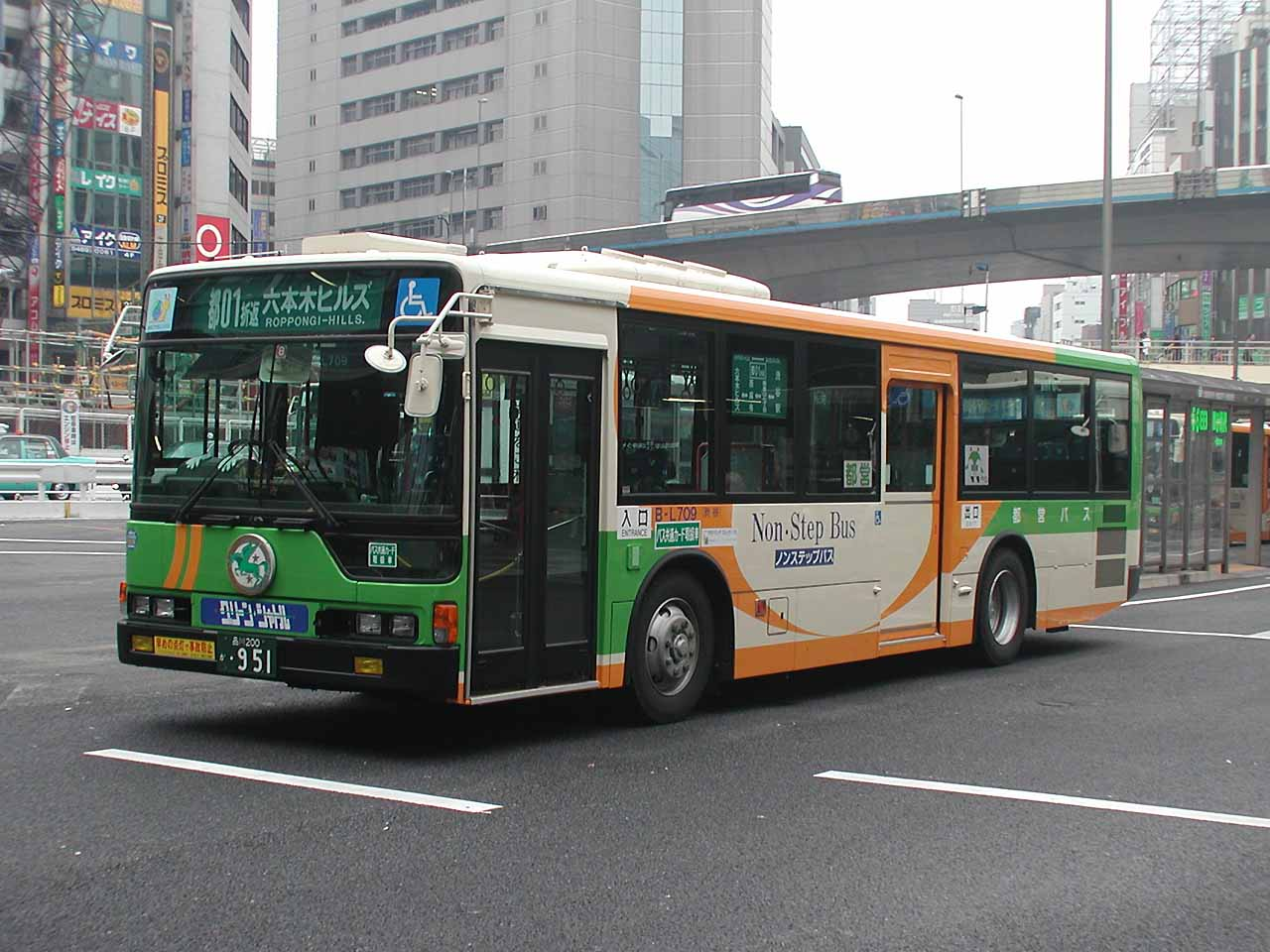
六本木ヒルズ行きは緑色の幕 (B-L709)
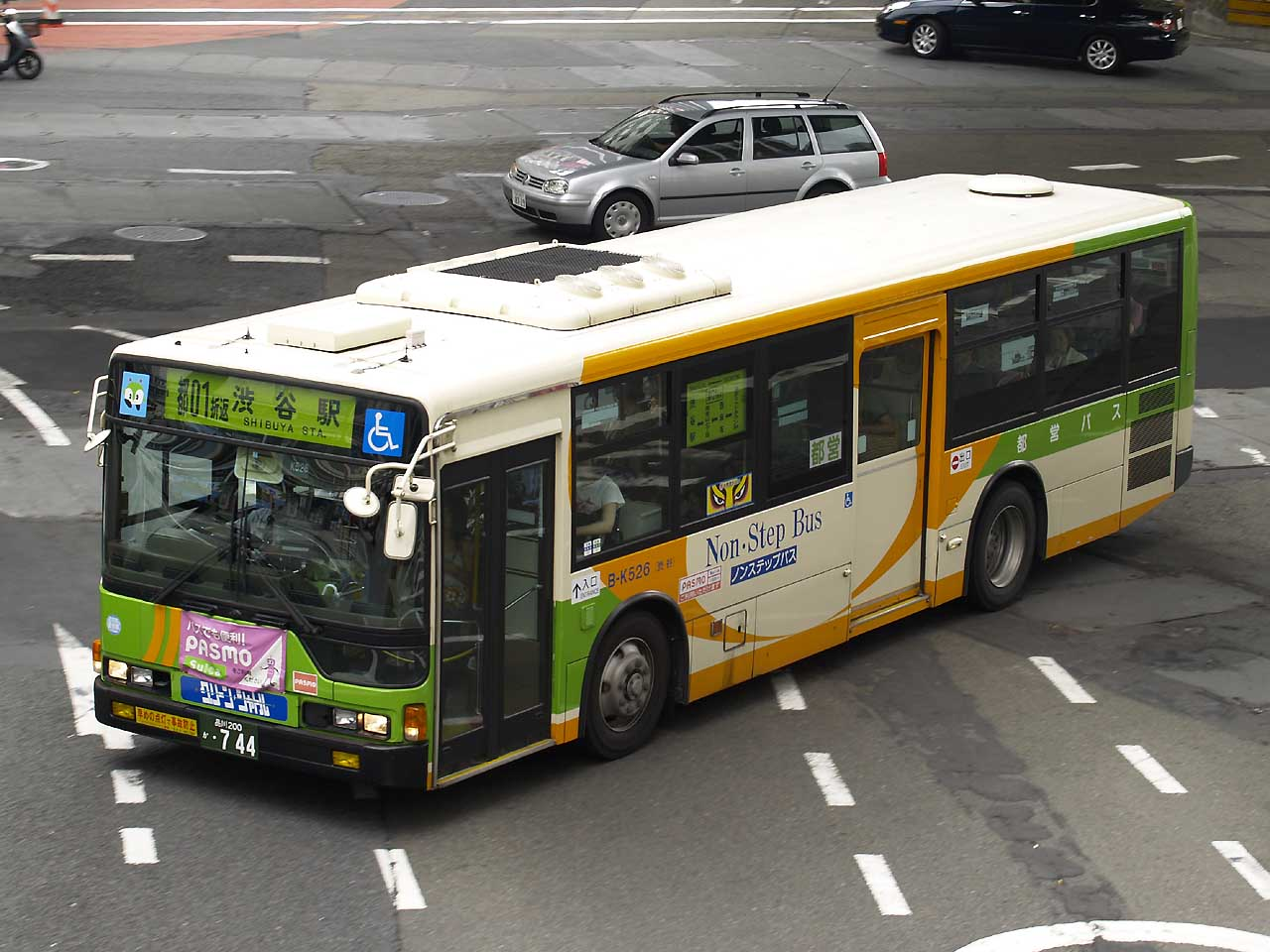
ミッドタウン発着は明るい緑色 (B-K526)※2011年廃止
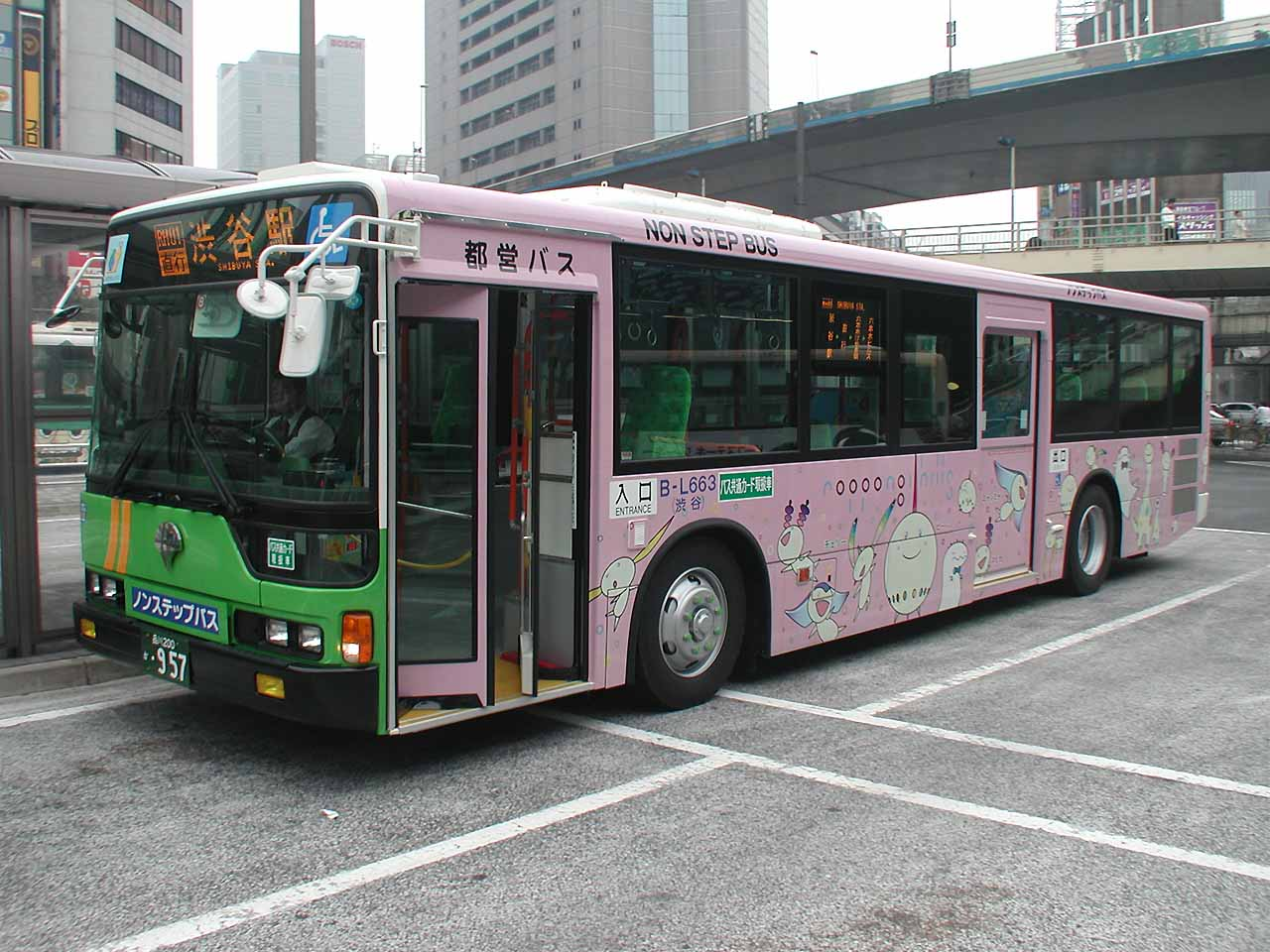
2003年当時・RH01専用車 (B-L663)※廃車済
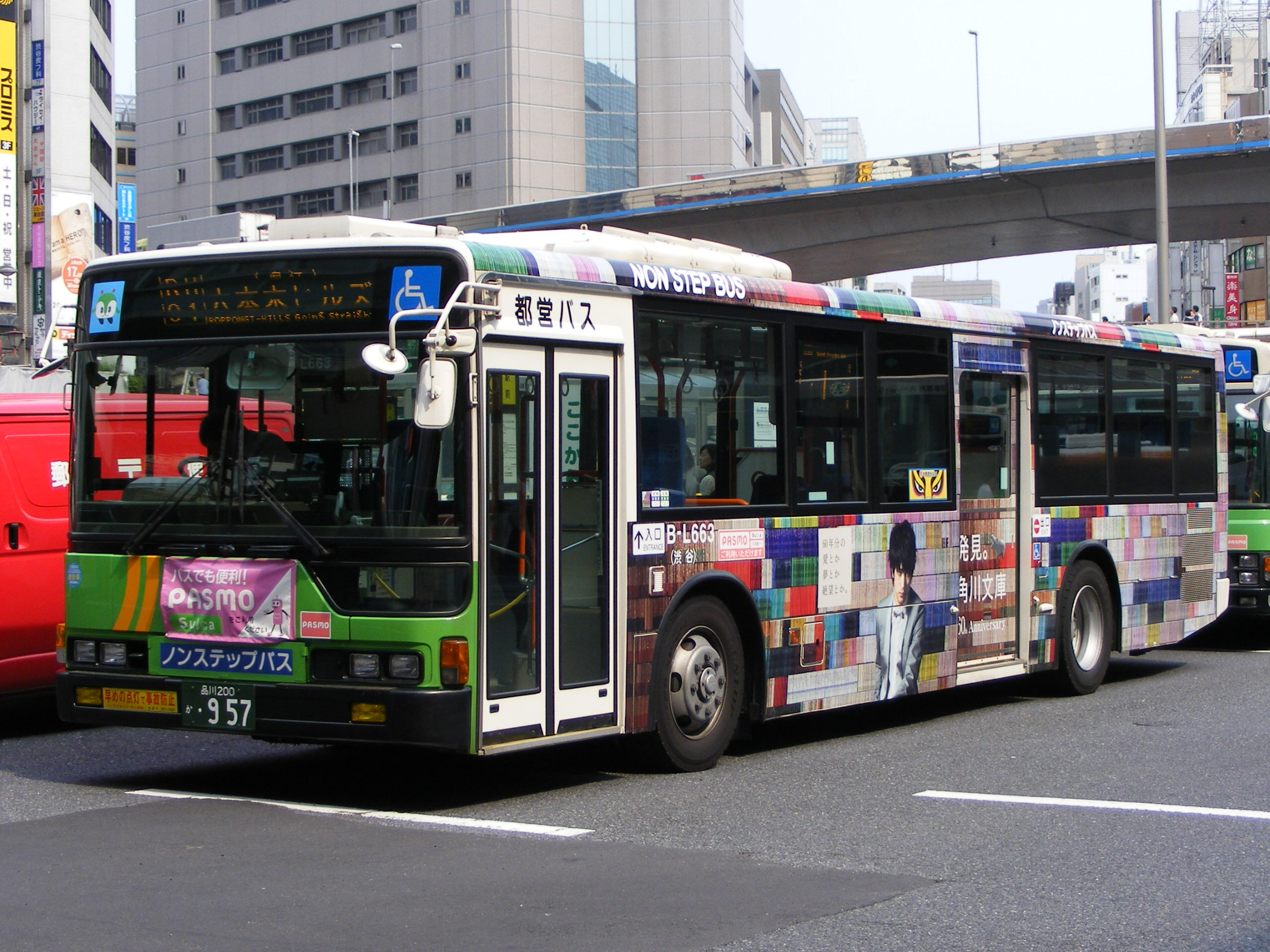
以前のRH01専用車 (B-L663)※廃車済
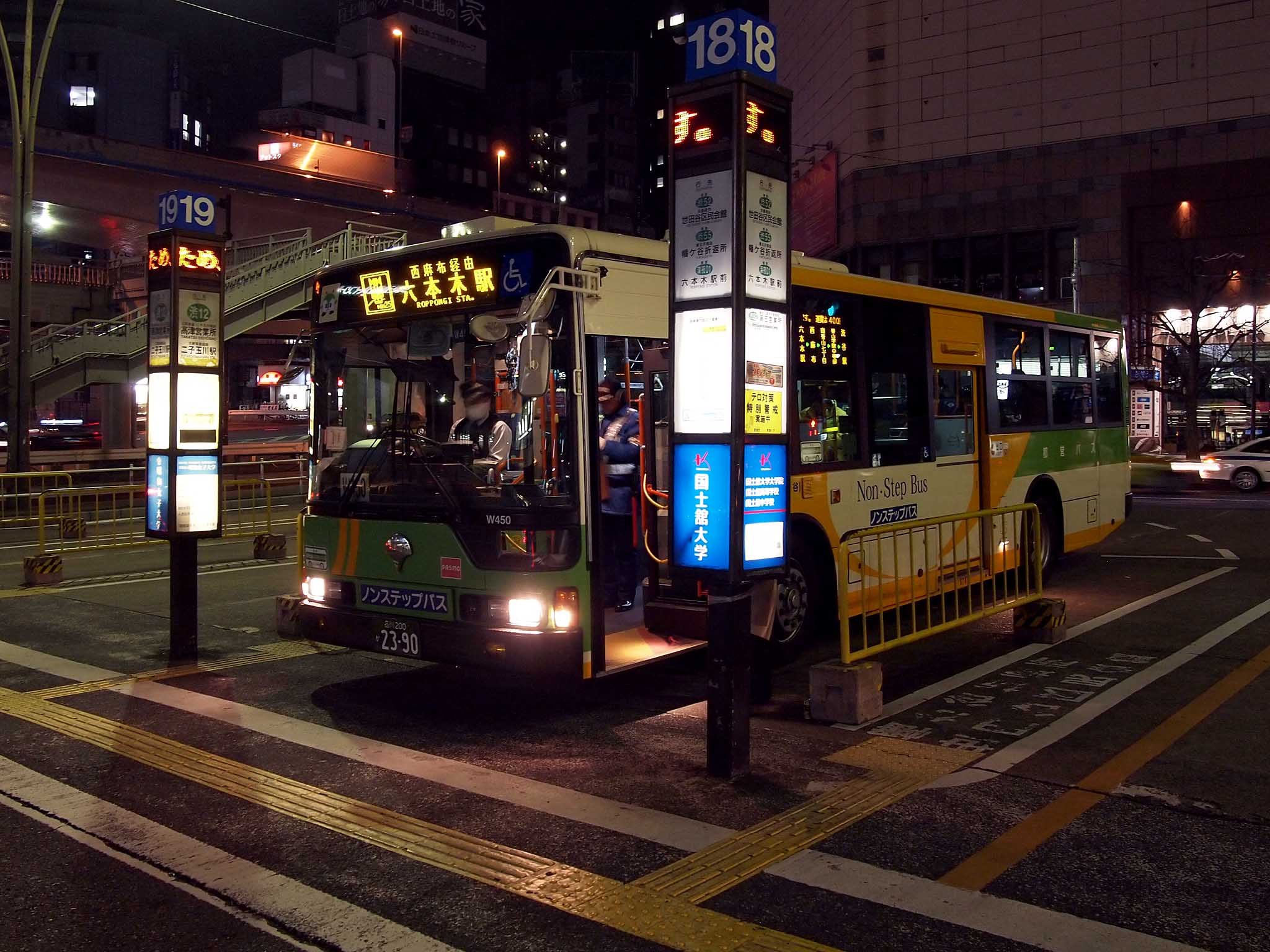
2013年から2014年まで試験運行された終夜運転(B-W450)

### 都06系統（グリーンエコー）

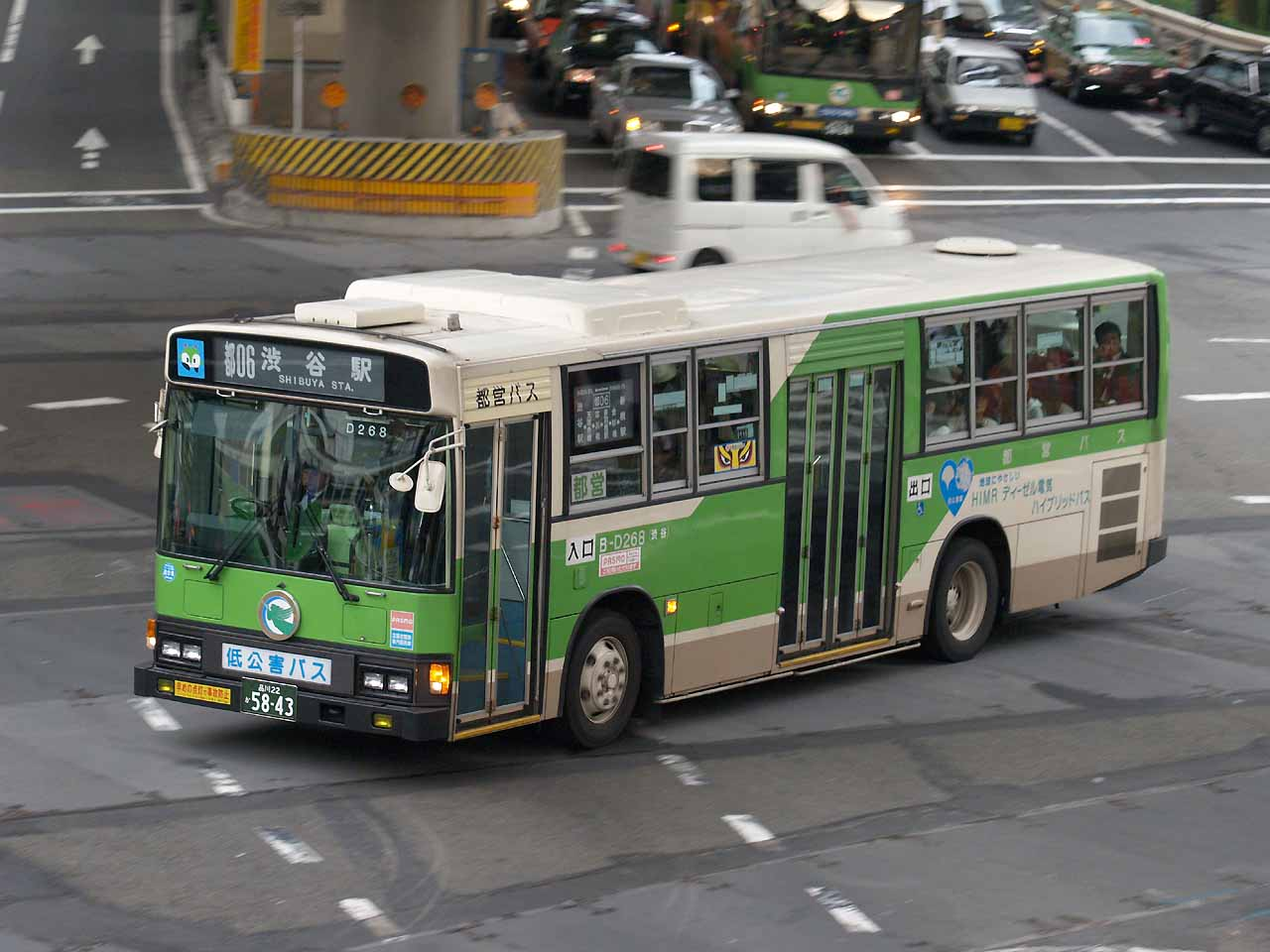
都06 (B-D268)

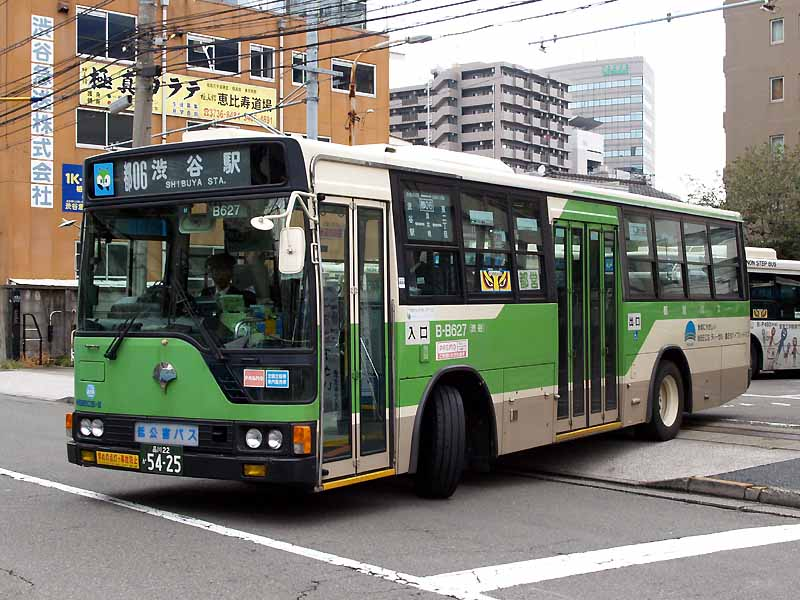
渋谷駅への出庫 (B-B627)

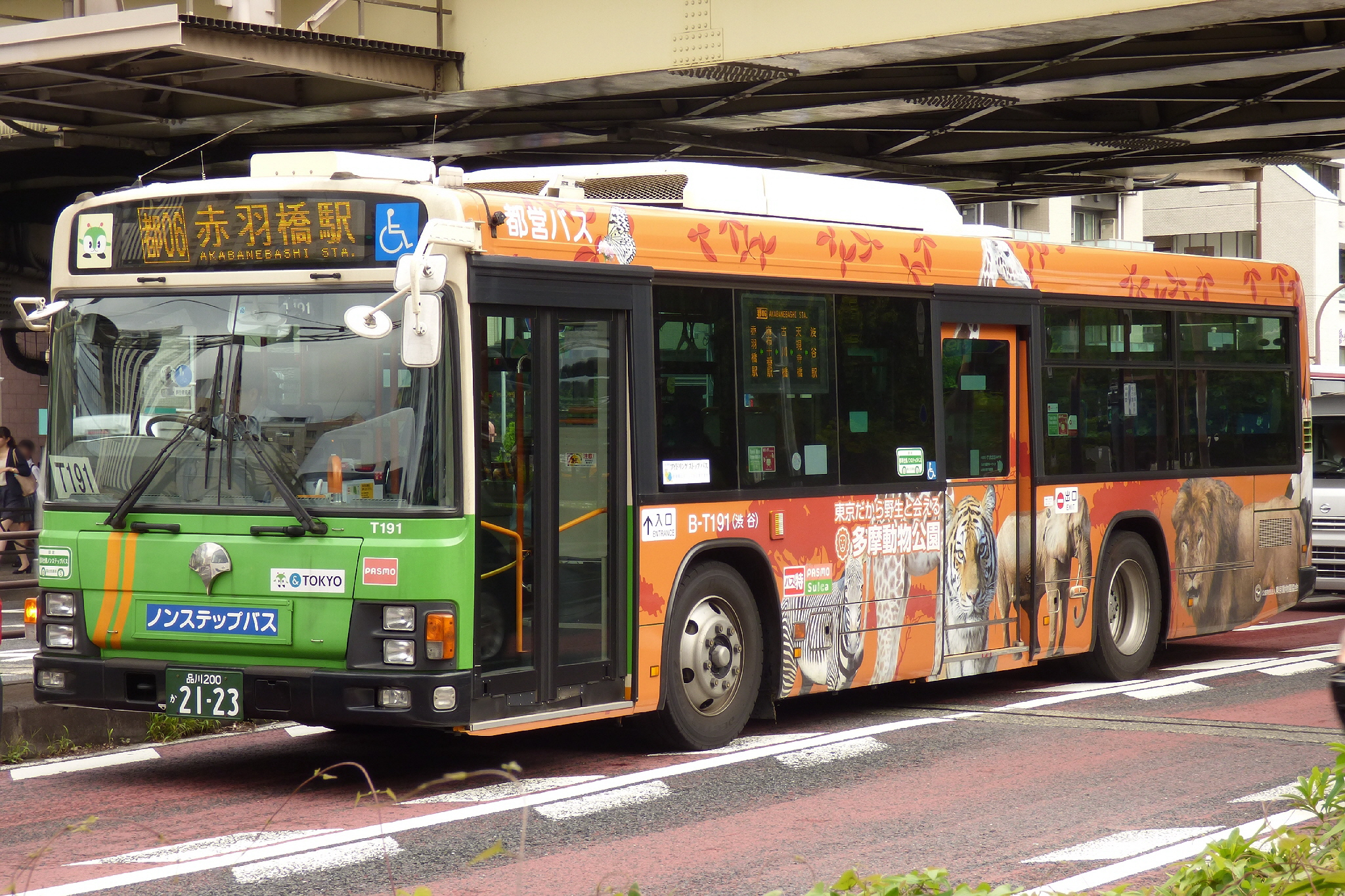
赤羽橋駅折返し便 (B-T191)

- （都電34→534→橋85→）都06：渋谷駅 - 渋谷車庫 - 天現寺橋 - 古川橋 - 麻布十番駅 - 赤羽橋駅 - 金杉橋 - 大門駅 - 新橋駅
- 都06：渋谷駅 - 渋谷車庫 - 天現寺橋 - 古川橋 - 麻布十番駅 - 赤羽橋駅
  - 1969年（昭和44年）10月26日：都電34系統の代替路線バス534系統として運転を開始。当初は目黒営業所（現・港南支所）の管轄だった。
  - 1972年11月12日：新系統番号付与により、系統番号を橋85系統に変更する。
  - 1989年6月19日：深夜バスの深夜06系統を渋谷駅 - 赤羽橋・目黒駅間で運行開始。恵比寿駅から古川橋にかけては上下で経路が異なっていた。
  - 1990年3月31日：都市新バス化により、都06系統となる。
  - 1999年7月20日：渋谷営業所との共管となる。
  - 2002年10月15日：深夜06系統を廃止する。
  - 2003年4月1日：渋谷営業所の単独所管となる。同時に出入庫便の渋谷駅 - 天現寺橋 - 目黒駅を廃止。
  - 2008年4月1日：品川営業所との共管となる。
  - 2009年4月1日：品川営業所との共管を解消、再び渋谷営業所単独となる。

1969年（昭和44年）10月26日の都電第4次撤去で渋谷駅 - 金杉橋間を結んでいた34系統が廃止され、その代替路線534系統として開通した。新系統番号付与で、橋85系統と変わる。都01と同じく渋谷と新橋を結ぶが、広尾・麻布十番・芝公園・芝大門を経由する大回りの系統である。
1990年（平成2年）、都営バス4番目の都市新バス路線に昇格。愛称は「グリーンエコー」で、同じ渋谷 - 新橋間を結ぶグリーンシャトルとの混同を防ぐため、ダークグレーの方向幕を使用している。なお、赤羽橋駅行きは折返しの都合上、都06本線の北側・首都高速道路を挟んだ都道319号線（橋86系統と同ルート）を経由し、済生会中央病院前に存在する赤羽橋駅の渋谷駅行きバス停へ向かう。このため、赤羽橋駅方向の中ノ橋停留所は本線とは異なった停留所を通過する。
運行開始以来、渋谷営業所が沿線にありながら全便が目黒営業所の担当で、出入庫便として渋谷駅 - 目黒駅間などの便も設定されていたが、目黒営業所→目黒支所の規模縮小に伴い、1999年7月以降段階的に渋谷営業所へ移管されていった。その後、2003年4月に渋谷営業所単独での運行となり、出入庫便だった目黒駅発着も廃止となった。なお、2008年4月1日からの1年間、品川営業所との共管だった時期がある。
橋85→都06系統へと変わる前の数年間は、渋谷駅 - 赤羽橋間の折返しダイヤが多数を占め、赤羽橋 - 新橋駅間は赤羽橋までのダイヤの5割から7割ほどの運行回数であったが、都市新バス化に伴い渋谷駅 - 新橋駅間の運行を基本とするダイヤへと変更となった。それに加えて、平日夕方のラッシュ時には、利用者への便宜を図って四ノ橋→渋谷駅行き（目黒車庫→四ノ橋は回送）も運行されていた。その後、2000年の都営地下鉄大江戸線全線開業にあたってのダイヤ改正により、再び渋谷駅 - 赤羽橋駅間の折返しが多数設定される事となった。但し、折り返し便は2025年3月31日改正以降、平日・土曜はほぼ終日なのに対し、休日ダイヤは渋谷駅発9時台 - 17時台までの設定である。

### 田87系統
- （1→）田87：渋谷駅 - 渋谷車庫 - 恵比寿駅 - 北里研究所 - 白金高輪駅 - 魚籃坂下 - 慶應義塾大学 - 田町駅
- 田87出入：渋谷駅 - 渋谷車庫 ← 東二丁目（出入庫）

戦前から存在する系統。1927年（昭和2年）3月20日に民間の影島九二作、宮崎千代吉等が設立したエビス乗合自動車商会の路線として恵比寿 - 田町間を開業。1928年（昭和3年）10月1日株式会社となりエビス乗合自動車と改称して好成績をあげていた。1929年（昭和4年）には中野乗合自動車（現在の関東バスの一部）の営業権を引き受けることになったが、同年8月19日、一転して東京横浜電鉄（現在の東急東横線を経営していた会社）に買収され、11月21日東横乗合と改称した。

その後、1936年（昭和11年）11月1日東横乗合の東京横浜電鉄本体への統合を経て、1941年（昭和16年）7月15日に陸上交通事業調整法による調整で国鉄山手線の内側を走るバス路線は東京市電気局に一元化されることが決まり、鉄道・内務両大臣よりこの地域内で営業していた民営バス各社に対し東京市への譲渡命令が下される。恵比寿 - 田町間のこの路線は大東急誕生を目前に控えた1942年（昭和17年）2月1日、東横から東京市へ譲り渡されて市営バス全体のトップナンバー、1系統を名乗ることになる。
1949年（昭和24年）の分割以降、一度も路線形態を変えることなく現在まで至っている。近年まで長く地下鉄の空白地域であった港区白金地区を経由し、また沿線には北里研究所や聖心女子学院、慶應義塾大学等があり利用客は多い。
2000年（平成12年）9月、営団南北線、都営三田線の白金高輪駅が開業した後、幾分か本数は減ったものの、現在も日中で概ね7 - 8分間隔の運行本数を維持している。

### 学03系統

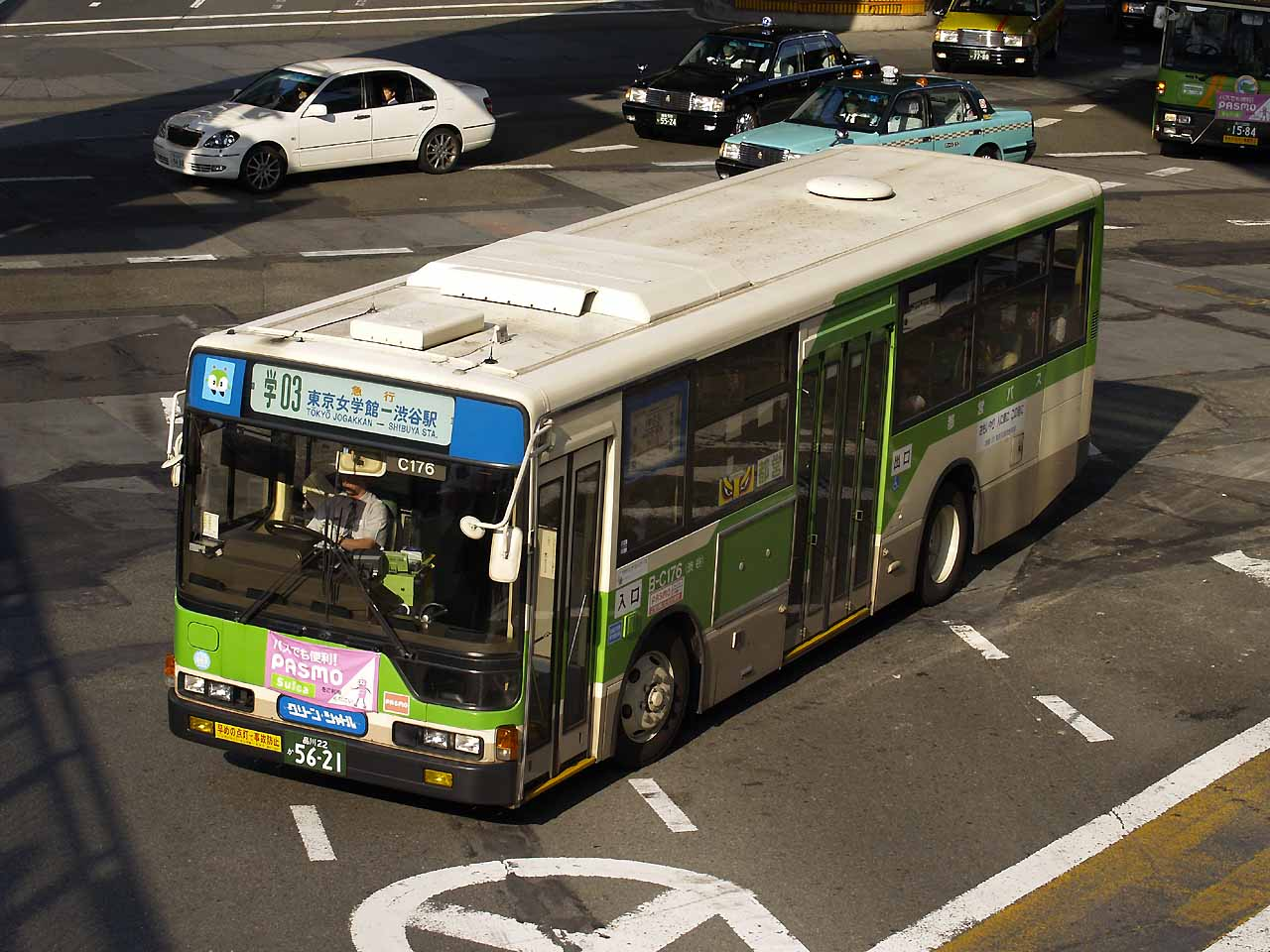
下校時に運行されている東京女学館からのノンストップ便 (B-C176)

- （53→）学03：渋谷駅 - 国学院大学 -（→東京女学館→）- 日赤医療センター
- 学03：東京女学館（構内）→（無停車）→ 渋谷駅

旧系統番号は学バスを表す50番台の53番で、沿線に東京女学館中学校・高等学校をはじめ、日本赤十字社などの施設がみられるため、医療機関利用者や学生・生徒の利用が非常に多く、運行頻度が高い路線である。また、女学館生の下校対策便として急行系統が2003年9月に開通した。この急行系統は一般路線ではあるが、東京女学館停留所の専用乗車ポールが学校敷地内にあるため、事実上関係者専用となっている。

### 学06系統
- （56→）学06：恵比寿駅 - 広尾高校 -（→東京女学館→）- 日赤医療センター

旧系統番号は学バスを表す50番台の56番で、学03系統と異なり、恵比寿駅西口ターミナルを発車している。國學院大學へ通う学生や他の沿線学校、日赤医療センターへ向かう手段として、比丘橋経由の細い路地を走るルートで運行されていた。しかし、150前後の営業係数を記録するなど営業的には赤字基調だったため一部区間で路線変更を行ない、本来の目的である國學院への学バスとしての役割に加えて、広尾地区の各学校や沿線住民が恵比寿駅へ出るための交通手段として利用できるようにした。

## 廃止路線

### 急行01系統
- 急行01：渋谷駅 - 南青山七丁目 - 六本木駅 - 赤坂アークヒルズ - 新橋駅北口 - 新橋駅

上記停留所のみ停車するラビットバス。都01系統の急行便という位置付けで、平日朝夕のみの運行だった。2000年（平成12年）12月12日の大江戸線全線開通時に設定。2003年（平成15年）4月25日に運行終了。

### 深夜01系統
- 深夜01：渋谷駅 - 南青山七丁目 - 西麻布 - 六本木駅 - 赤坂アークヒルズ - 溜池 - 新橋駅北口[1]

新型コロナウイルス感染症拡大による乗客数激減および乗務員不足を理由に、2022年（令和4年）4月1日を以て運行を休止している。

### 茶80系統
- （都電10→510→）茶80：渋谷駅 - 青山車庫 - 北青山一丁目（現：青山一丁目駅） - 信濃町駅 - 四谷三丁目 - 四谷駅西口 - 市ケ谷駅 - 九段上 - 九段下 - 神保町 - 駿河台下 - 御茶ノ水駅 - 順天堂病院

当路線は都電10系統の直接の代替、510系統を元とし、都電第3次撤去で10系統が運行を終了した翌日、1968年（昭和43年）9月30日に運行を開始した。
渋谷駅前から御茶ノ水駅前・順天堂医院へ向かう路線は、豊川稲荷前・隼町経由の茶81系統と信濃町駅前・四谷駅西口経由の茶80系統があった（後述）。渋谷駅前から北青山一丁目まで茶81系統と同じ経路をとるが、ここから外苑東通りを北へ曲がり、四谷三丁目の交差点まで来ると、新宿通りを東へ向かい、四谷駅西口へ行く。そこから外堀通りを市ケ谷駅前まで進んだ後、靖国通りへ回り、九段上で茶81系統と合流する。駿河台下から御茶ノ水駅へ行き、折り返しの関係から順天堂医院の裏手の順天堂病院裏の停留所が終点となっていた。そこから左回りで、順天堂医院の前の東43・茶51系統の東京駅行きのバスが発着する順天堂病院前の停留所を起点とし、渋谷駅前へと戻って行っていた。
茶80系統は茶81系統より先に、第2次再建計画の追加再編で廃止対象となり、1979年（昭和54年）11月22日限りで廃止となった。
両系統は渋谷駅前 - 北青山一丁目間と、九段上 - 御茶ノ水駅・順天堂病院間の両端が重複していた。

### 茶81系統
- （都電10→46→）茶81：渋谷駅 - 青山学院 - 青山一丁目駅 - 豊川稲荷 - 隼町 - 麹町二丁目 - 九段上 - 九段下 - 神保町 -  駿河台下 - 御茶ノ水駅 - 順天堂病院

渋谷駅から青山通り経由で隼町・半蔵門・九段上・神保町を経由し須田町へと向かっていた都電10系統の代わりに、46系統として運転開始した。1989年に営団地下鉄（現：東京メトロ）半蔵門線が三越前まで開通すると、当路線の大部分に当たる神保町以西が本路線と並行するため、以後収益が悪化し、ダイヤ改正のたびに運行回数が削減され、1999年2月以降は1時間当たり1〜2回の運行と都心部の交通機関としては役割を果たせない水準となった。このため、都営大江戸線全線開通前日の2000年（平成12年）12月11日をもって廃止された。ただし、青山通り上の一部の停留所は、国立劇場から渋谷駅行きの劇場バス降車専用バス停として、名残を留めている。御茶ノ水側の起終点は、渋谷駅からの到着が順天堂病院裏停留所で終点となり、回送で廻り東43・茶51系統の東京駅行きが着発する順天堂病院前停留所から出発した。これは茶80系統も同じ経路であった。

### 東82系統
- （102→）東82：東京駅八重洲口 - 数寄屋橋 - 新橋 - 虎ノ門 - 神谷町駅 - 六本木（現：六本木駅） - 西麻布 - 南青山五丁目 - 渋谷駅 - 大橋 - 三軒茶屋 - 上馬 - 駒沢 - 等々力（東京急行電鉄目黒営業所→瀬田営業所→駒沢営業所＝現・東急バスと共同運行）

1947年（昭和22年）、都営バスと東京急行電鉄の相互乗り入れによる東京駅直通路線の第1弾として新設された3路線の1つ、102系統が源流。1969年（昭和44年）の東急玉川線廃止で、渋谷と駒沢の間では東急バスと共に代替輸送の一翼を担う。
東急新玉川線の開業後も存続したが、昭和50年代に入ると玉川通り、青山通りなどの慢性的な渋滞に悩まされる。交通局第2次・第3次の両再建計画を乗り切ったものの、東急側の担当営業所だった駒沢営業所が閉鎖されることになったため、第3次再建計画の追加再編成として1984年（昭和59年）2月16日付で渋谷駅を境に分断された。都営は渋谷駅 - 東京駅間を単独で運行することになり、1990年（平成2年）3月には渋88系統に編入され、さらに1994年（平成6年）7月1日付で東京駅の起終点が丸の内南口に変更されている。2000年の都営地下鉄大江戸線開業に伴う路線再編成で、東京駅と新橋駅の間が廃止になり、現在の形に落ち着いた（後述）。

等々力 - 渋谷駅間は東急バス単独の渋82系統・等々力線として大橋営業所に移管。さらに2001年（平成13年）の大橋営業所閉鎖で瀬田営業所へ復帰、同時に東急トランセ管理委託となり現在に至る。等々力停留所は東98系統の等々力駅前の停留所とは異なる。
なお、渋谷車庫出入庫の関係で都営バスによる等々力 - 渋谷駅（渋谷車庫）間の区間運行も行われていた。

### 東83系統
- （139甲→）東83：東京駅南口 - 都庁前（現・東京国際フォーラム） - 内幸町 - 霞ヶ関 - 溜池 - 六本木 - 西麻布 - 青山車庫 - 渋谷駅 - 大橋 - 三宿 - 三軒茶屋 - 駒沢 - 桜新町 - 桜新町操車場
- （139乙→）東83：東京駅南口 - 都庁前 - 内幸町 - 霞ヶ関 -（首都高速道路都心環状線・首都高速3号線）- 三軒茶屋 - 駒沢 - 桜新町 - 桜新町操車場（東京急行電鉄弦巻営業所・瀬田営業所・駒沢営業所と共同運行）

1967年（昭和42年）12月、その3か月前に開通したばかりの首都高速道路3号渋谷線を使った都心と郊外を結ぶ新しい通勤手段として、平日の朝の下りと夕方の上りを一般道路経由とした甲、平日の朝上りと夕方下りを高速道路経由とした乙139系統が設定された。東京急行電鉄との共管路線で、東急では「高速渋谷線」と呼称した。

当時は路面電車の東急玉川線が2年後の廃止を控えており、東急新玉川線が開通するまでの間、東急バスと共に活躍した。

このためパートナーの東京急行では、世田谷区内にあった駒沢・瀬田・弦巻の3営業所が共同運行に参加するという取り組みがなされた。東急バスにおいて、1路線を3つの営業所が共管したのは、後にも先にもこの路線だけである。なお両経路共に日曜・祭日は運休であった。
しかし、玉川通りの慢性的な渋滞に悩まされた上、1977年（昭和52年）4月7日の新玉川線の開通で利用客が次第に低下したため、第2次再建計画を乗り切ったものの追加再編で存廃整理の対象となる。東急も玉電代替や都営共管路線の縮小を進めていたため、都営・東急が同時に営業を取りやめることになり、1979年（昭和54年）11月22日限りで廃止された。

### 東84系統
- （103→）東84：東京駅南口 - 有楽町駅 - 日比谷 - 霞ヶ関 - 溜池 - 赤坂見附 - 豊川稲荷 - 北青山一丁目（現：青山一丁目駅） - 青山車庫（現：青山学院） - 渋谷駅 - 大橋 - 池尻 - 三宿 - 三軒茶屋 - 若林一丁目 - 松陰神社前 - 上町 - 宮の坂駅 - 経堂駅（1974年8月25日まで東京急行電鉄淡島営業所→弦巻営業所と共同運行）

1947年（昭和22年）6月25日、都営初の東急共管路線の一つ、103系統として設定された。都営側の記録によると当初は三軒茶屋から先も玉川通り経由で駒沢折返しだった時期があるが、1949年（昭和24年）までに変更となり経堂駅が終点となった。東急側は当時、世田谷区内の拠点が淡島営業所1カ所しかなかったことから淡島が担当し、1959年（昭和34年）、新設された弦巻営業所の担当に変わった。
1974年（昭和49年）8月25日に渋谷駅で分割。都心部側は都営単独で運行を続けたが、営団地下鉄銀座線と完全並行だったため乗客が地下鉄へ流出し、第2次再建計画に伴う路線再編成により1977年（昭和52年）12月15日限りで廃止された。経堂駅 - 渋谷駅間は東急バス大橋営業所に移管の上で渋22系統として存続したが、こちらは路線のほとんどが東急玉川線代替の渋21系統・松陰線と重複したため1984年（昭和59年）2月15日限りで廃止されている。

### 東85系統
- （123→）東85：東京駅八重洲口 - 数寄屋橋 - 新橋 - 虎ノ門 - 溜池 - 六本木 - 西麻布 - 青山車庫（現：青山学院） - 渋谷駅 - 上通り四丁目（現：道玄坂上）- 東大裏 - 代々木上原 - 東北沢 - 幡ヶ谷折返所（東京急行電鉄淡島営業所と共同運行）

1950年（昭和25年）5月6日、123系統として東京急行と共同運行で開業、幡ヶ谷 - 東京駅間の運行を開始。渋谷と新橋の間は都電6系統やその後身の橋89系統と同一だった（前述）。

交通局第2次再建計画による路線再編成の際、渋谷駅を境に分断。渋谷駅以東の都営エリアは併走していた橋89系統に事実上吸収される形で廃止となった。幡ヶ谷 - 渋谷駅間は、東急バスの渋55系統・幡ヶ谷線として維持されてきたが、2021年（令和3年）3月31日で東北沢 - 幡ヶ谷間を廃止、翌4月1日から東北沢駅バスターミナルへ乗り入れ、東北沢駅 - 渋谷駅間の運行となったが、2023年（令和5年）3月1日より、京王バスへ移管されている

## 移管路線

### 銀86系統
- （都電9→509→）銀86：渋谷駅 - 青山学院 - 青山一丁目駅 - 六本木 - 神谷町駅 - 虎ノ門 - 警視庁前 - 数寄屋橋 - 銀座四丁目 - 勝どき二丁目（現：勝どき駅） - 新佃島（現・月島駅）

- （都電9→509→）銀86：渋谷駅 - 青山学院 - 青山一丁目駅 - 六本木 - 神谷町駅 - 虎ノ門 - 警視庁前 - 数寄屋橋 - 銀座四丁目 - 勝どき二丁目 - 豊海水産埠頭
- 銀86：虎ノ門 - 警視庁前 - 数寄屋橋 - 銀座四丁目 - 勝どき二丁目 - 豊海水産埠頭

1968年9月に廃止された都電9系統の代替バスとしてスタート。1982年12月に深川営業所担当の旧・東16系統と統合のうえ銀16系統として東京駅丸の内南口 - 豊海水産埠頭間の運行に変更、江東営業所の担当となる。その後都市新バス化され、現在は都04系統となっている。

### 渋88系統
渋88：渋谷駅 - 南青山五丁目 - 南青山七丁目 - 六本木駅 - 虎ノ門五丁目 - 神谷町駅 - 虎ノ門 - 新橋駅
1990年3月に前述の東82系統が渋88系統に統合され、渋88甲系統となっていた（東京タワー発着便が渋88乙系統となる）。その後は東京駅側の起終点変更（八重洲口→丸の内南口）や新橋駅までの短縮と甲乙の統合などを経て2008年4月に品川営業所へと移管された。しかし1年後の2009年4月には新宿支所に移管、はとバス委託路線となる。

## 車両
指定車種：三菱ふそう（三菱日本重工→三菱重工業→三菱自動車工業→三菱ふそうトラック・バス）

（ボディは呉羽自動車工業→新呉羽自動車工業→三菱自動車バス製造→三菱ふそうバス製造）

現在は三菱ふそうのほか、日野自動車、いすゞ自動車、UDトラックスの4メーカーすべての車両が配置されている。
音声合成 クラリオン→レゾナント・システムズ
- RH01系統には森ビルから貸与された[19]三菱ふそう・エアロスター3台（L661-L663） が専用車として就役、ホイールベースが通常車両（4.8m・K尺） より長い5.3m（M尺） を採用している。当初は六本木ヒルズのイメージキャラクター「ロクロク星人」のラッピング装飾が施され[19]、座席は青または緑にロクロク星人がプリントされた絵柄だった[19]が、六本木ヒルズでのイベントやテレビ朝日、角川文庫のラッピング広告に改められ、座席もみんくる柄ではなく青／緑一色となっている。

2017年度に入り、行き先表示（前面・側面・後面）が従来のLEDからフルカラーLEDに改造された車両が順次出場している。

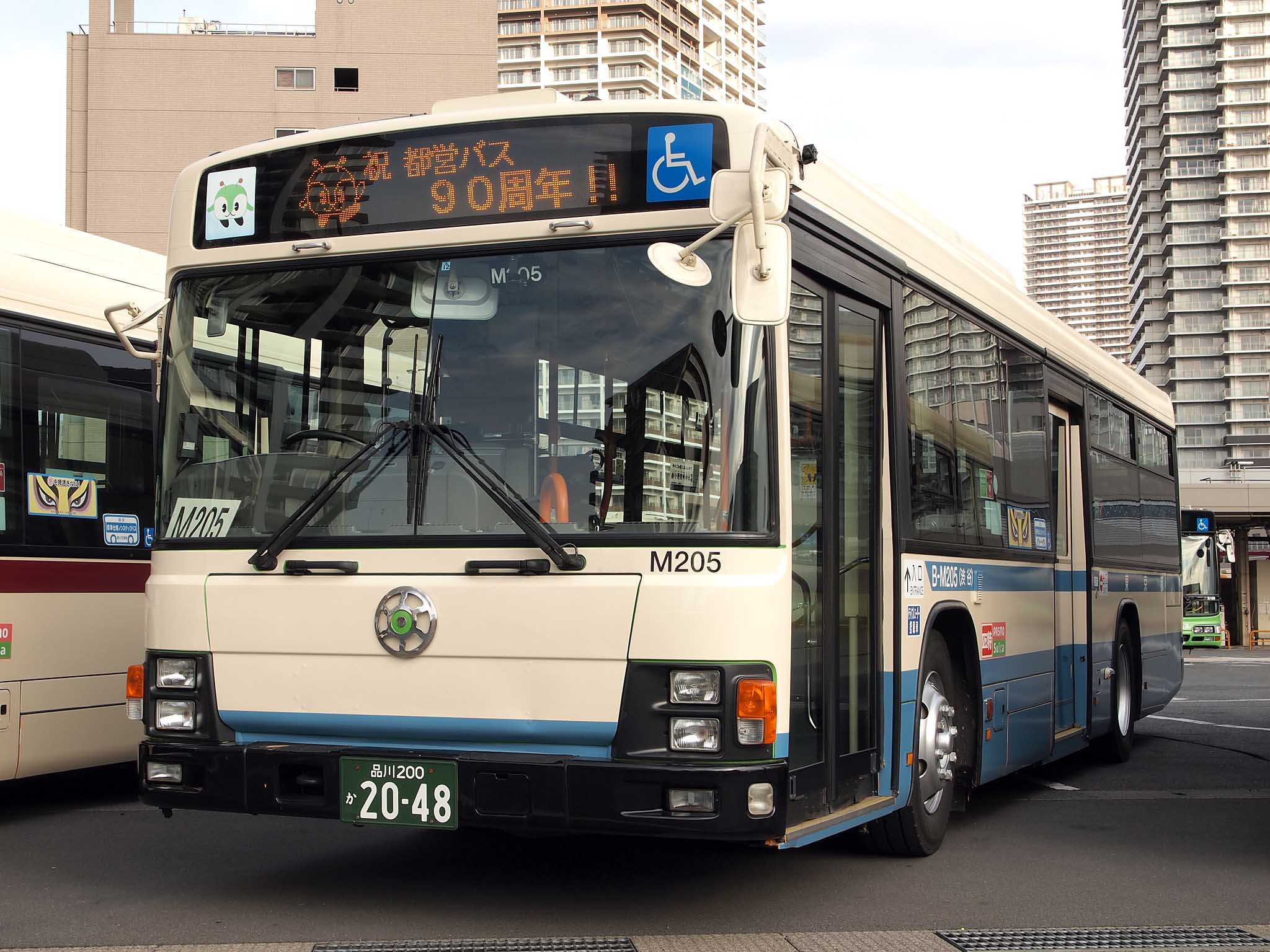
都営バス90周年記念ラッピング車 (B-M205) 美濃部カラー
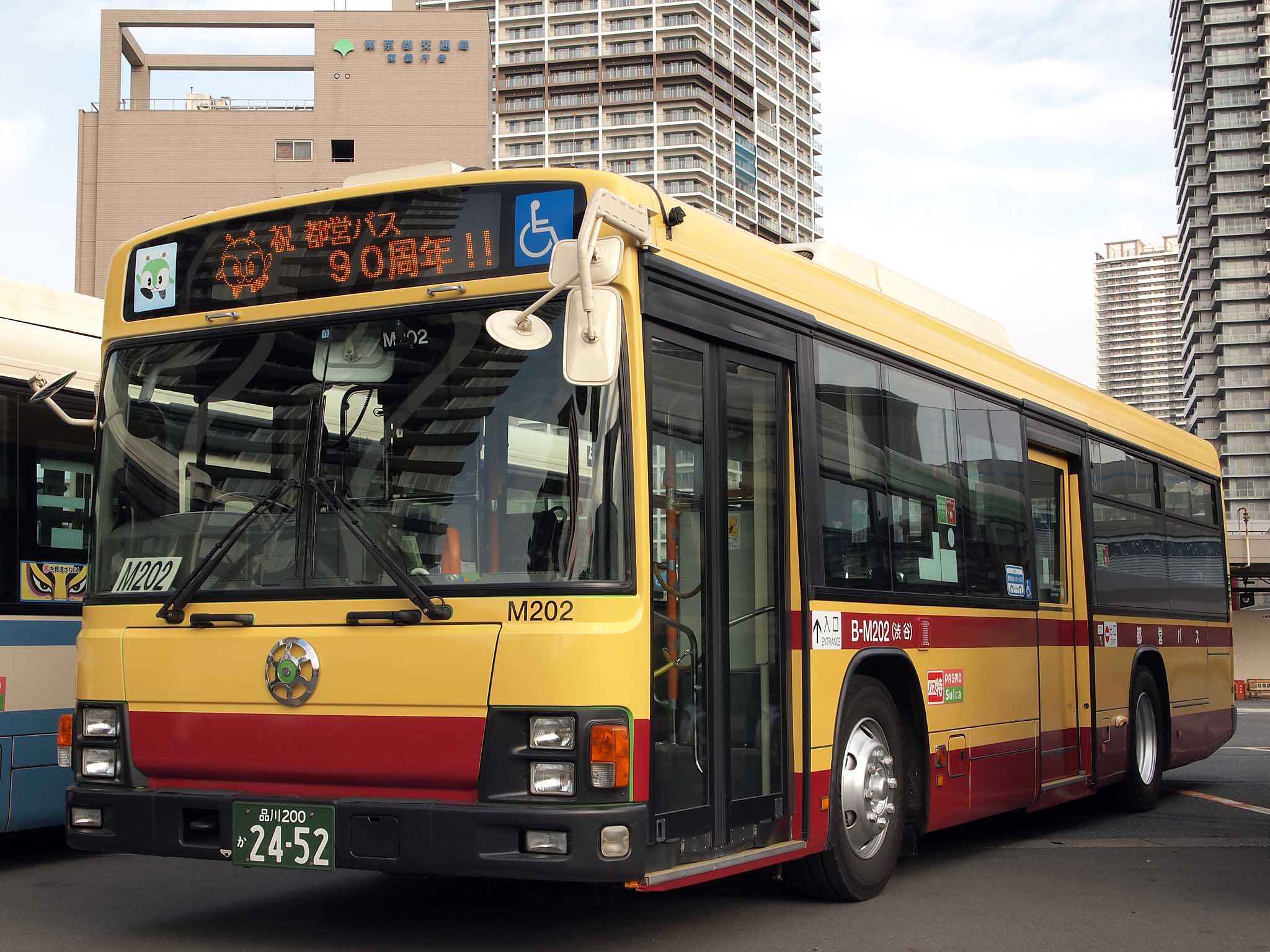
都営バス90周年記念ラッピング車 (B-M202) 鈴木カラー
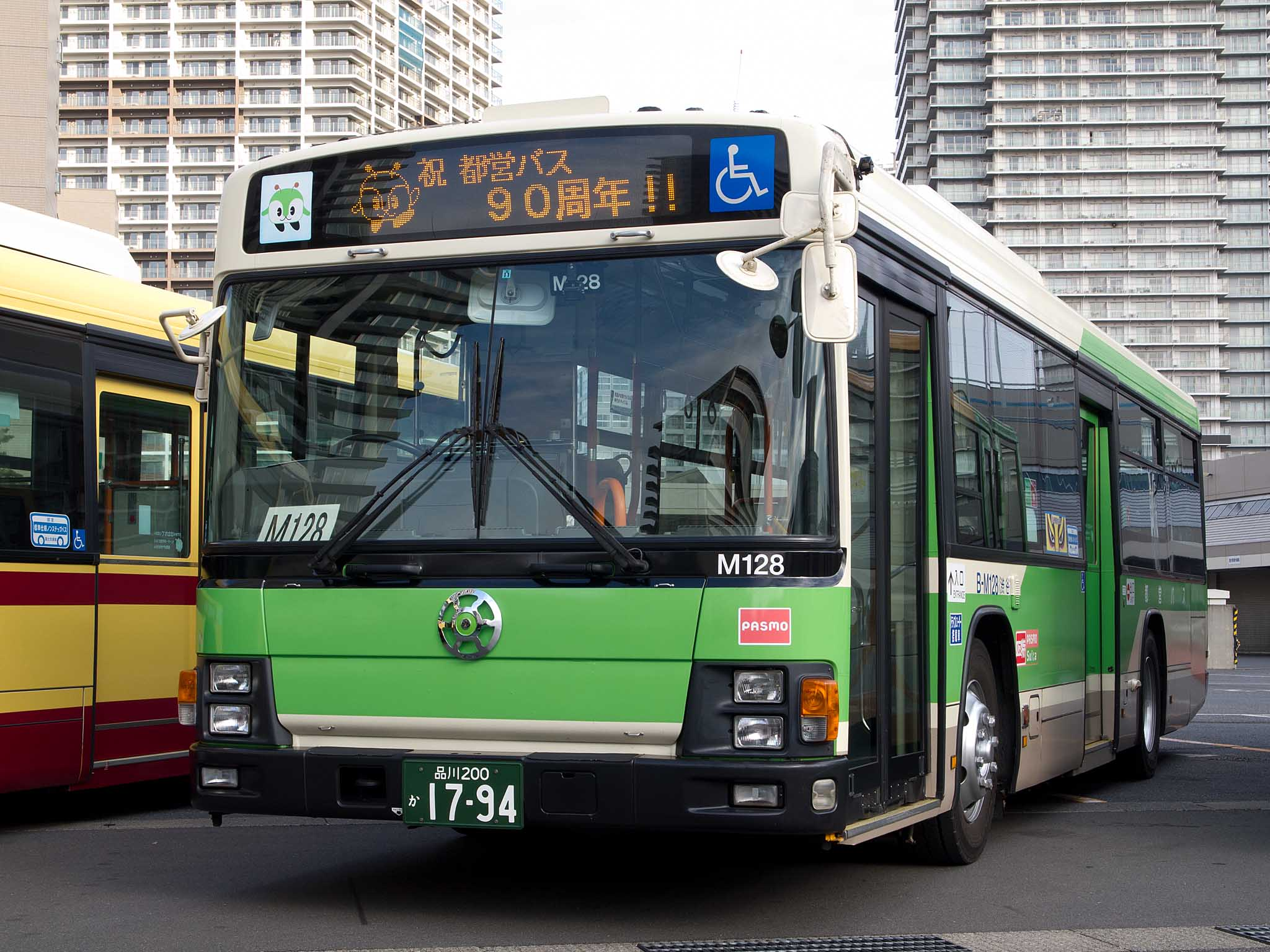
都営バス90周年記念ラッピング車 (B-M128) ナックルライン
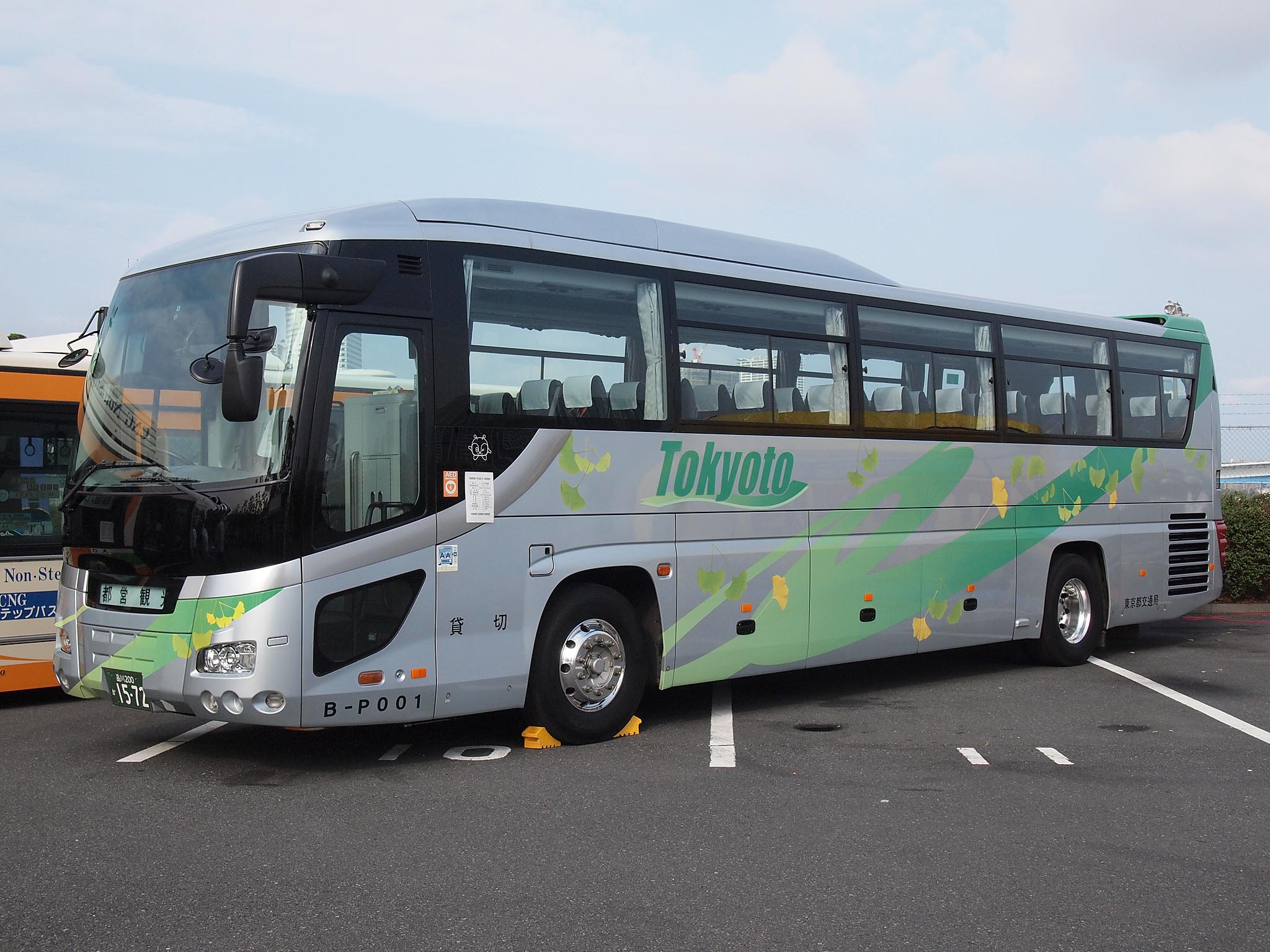
渋谷所属の貸切車 (B-P001)